# Anatoli Kaminski
Anatoli Vladimirovici Kaminski (în ucraineană Анато́лій Володи́мирович Камі́нський, rusă Анатолий Владимирович Каминский) (n. 15 martie 1950, orașul Balei, regiunea Cita, Federația Rusă) este un om politic din Transnistria, care îndeplinește funcția de vicepreședinte al Sovietului Suprem al auto-proclamatei Republici Moldovenești Nistrene (din 2000).

## Biografie
Anatoli Kaminski s-a născut la data de 15 martie 1950, în orașul Balei din regiunea Cita (Federația Rusă), într-o familie de naționalitate ucraineană. În anul 1957 s-a mutat împreună cu familia sa în RSS Moldovenească. A absolvit în anul 1967 Școala secundară din satul Proscureni (raionul Rîșcani), după care a efectuat serviciul militar obligatoriu în Armata Sovietică (1969-1971).
Revenit din armată, a urmat în perioada 1972-1977 cursurile Institutului de Tehnologie a Industriei Alimentare "M.V. Lomonosov" din Odessa. După absolvirea facultății, a fost repartizat pe postul de inginer la Fabrica de brânzeturi din orașul Leova (1977-1981).
Este scos din producție și i se oferă funcția pe linie politică de instructor în Departamentul organizatoric al Comitetului raional Leova al Partidului Comunist din RSSM (1981-1983). În anul 1983 este angajat la Fabrica de produse lactate din orașul Rîbnița, îndeplinind funcția de director adjunct (1983-1985) și apoi pe cea de director (1985-1990).
După proclamarea unilaterală a independenței regiunii Transnistria la 2 septembrie 1990, Anatoli Kaminski a fost unul dintre susținătorii regimului separatist condus de Igor Smirnov, fiind numit ca președinte al Comitetului executiv orășenesc Rîbnița (1990-1992).  La data de 17 septembrie 1990, prin decret prezidențial, Anatoli Kaminski a fost numit ca membru al Comisiei de stat pentru problemele Transnistriei a Guvernului Republicii Moldova .
A fost apoi ales ca deputat în Sovietul orășenesc Rîbnița al deputaților poporului (1990-2000). El a luat parte la operațiile militare ale gardiștilor transnistreni împotriva trupelor de poliție ale Republicii Moldova, purtând negocieri pentru încheierea ostilităților cu autoritățile Republicii Moldova .
Între anii 1992-2000, Kaminski a desfășurat afaceri particulare, apoi s-a dedicat exclusiv politicii, fiind ales ca deputat în Sovietul Suprem al regiunii separatiste (începând din 2000). Începând din anul 2000, îndeplinește fără întrerupere funcția de vicepreședinte (vicespicher) al Sovietului Suprem al auto-proclamatei Republici Moldovenești Nistrene.
În anul 2004, Uniunea Europeană l-a inclus pe o listă a transnistrenilor cărora li s-a interzis călătoria în spațiul UE, fiind considerat răspunzător de împiedicarea progresului în vederea unei soluționări politice a conflictului transnistrean din Republica Moldova . Pe baza reexaminării Poziției comune 2004/179/PESC, la data de 25 februarie 2008, Consiliul Uniunii Europene a considerat că este oportun să fie eliminat numele său de pe această listă .
Pentru meritele sale, Anatoli Kaminski a fost decorat cu Ordinul de Onoare, cu Ordinul "Gloria Muncii", cu Medalia "Participant la operațiunile de menținere a păcii din Transnistria" și cu medaliile jubiliare "A 10-a aniversare a RMN", "A 15-a aniversare a RMN" și "A 10-a aniversare a forțelor armate ale RMN". El este căsătorit și are doi copii, un fiu și o fiică.